# Xiaoniuqun
Xiaoniuqun (kinesiska: 小牛群, 小牛群乡) är en socken i Kina. Den ligger i den autonoma regionen Inre Mongoliet, i den norra delen av landet, omkring 580 kilometer öster om regionhuvudstaden Hohhot.
Genomsnittlig årsnederbörd är 625 millimeter. Den regnigaste månaden är juni, med i genomsnitt 163 mm nederbörd, och den torraste är januari, med 2 mm nederbörd.